# 19542 Lindperkins
19542 Lindperkins è un asteroide della fascia principale. Scoperto nel 1999, presenta un'orbita caratterizzata da un semiasse maggiore pari a 2,3000412 UA e da un'eccentricità di 0,0562269, inclinata di 2,64705° rispetto all'eclittica.